# Ebba och Didrik
Ebba och Didrik är en svensk TV-serie från 1990 i regi av Peter Schildt.

## Handling
Serien handlar om syskonen Ebba och Didrik Reng, nio och tolv år, bosatta i ett litet samhälle vid havet. Utåt sett lever de i en verklig familjeidyll, men innanför hemmets väggar råder en djup splittring. Båda barnen väljer att söka bekräftelse från andra håll. Didrik, avgudad av klasskamraten Tova, finner kärleken i den 23-åriga Yrla som kommer till samhället. Ebba slits mellan sin trogne kompis Philip och Mårten, en kille med förmögna föräldrar, som hon lär känna av en slump. Det blir inte lättare när det visar sig att pappa Fredrik är otrogen.

## Om serien
TV-serien spelades in mellan maj och november 1988, hade premiär den 6 januari 1990 och sändes på lördagskvällarna i SVT. Serien har repriserats fyra gånger i SVT, 1995, 2000, 2007 och 2012 varav senaste gången på Barnkanalen. Serien finns utgiven på DVD i Sverige och finns även tillgänglig i SVT:s öppna arkiv.
Serien spelades in i Skälderviken utanför Ängelholm, Båstad, Täby och Helsingborg, samt på Lidingö och Vaxholm.
Christina Herrström skrev manuset till serien baserat på sina två radioföljetonger Didrik och Ebba från 1985 respektive 1986, ett manuskript som följdes ordagrant utan improvisationer.

## Rollista i urval
- Lisen Arnell – Ebba Matilde Reng
- Johan Widerberg – Didrik Reng
- Suzanne Reuter – mamma Lena Reng
- Sten Elfström – pappa Fredrik Reng
- Johanna Friberg – Yrla Nor
- Henrik Schildt – Teofil
- Helge Skoog – Kaj Husell
- Malik Bendjelloul – Philip Clavelle
- Michael Lindgren – Mårten Månsten
- Lotta Zetterström – Tova
- Görel Schönbäck - Tovas mamma
- Fredrika Palmstierna – Katarina
- Gerd Hegnell – fröken
- Marie-Chantal Long – Philips mamma
- Anders Ahlbom – jäktade mannen
- Anders Beckman – taxichauffören

## Avsnitt
- Del 1 sändes första gången 6 januari 1990
- Del 2 sändes första gången 13 januari 1990
- Del 3 sändes första gången 20 januari 1990
- Del 4 sändes första gången 27 januari 1990
- Del 5 sändes första gången 3 februari 1990
- Del 6 sändes första gången 10 februari 1990
- Del 7 sändes första gången 17 februari 1990
- Del 8 sändes första gången 24 februari 1990
- Del 9 sändes första gången 3 mars 1990